# Someșul Inferior
Someșul Inferior este o arie protejată (sit de importanță comunitară — SCI) din România, desemnată în scopul protejării biodiversității și menținerii într-o stare de conservare favorabilă a florei spontane și faunei sălbatice, precum și a habitatelor naturale de interes comunitar aflate în arealul zonei de protecție. Aceasta este întinsă pe o suprafață de 2.201,6 ha, integral pe uscat.

## Localizare
Centrul sitului Someșul Inferior este situat la coordonatele 47°43′52″N 23°10′41″E / 47.731211°N 23.178067°E. Situl se întinde pe teritoriile administrative al comunelor Ardusat, Cicârlău, Recea și pe cele ale orașelor Seini și Tăuții-Măgherăuș din județul Maramureș, pe cele ale comunelor Apa, Culciu, Dorolț, Medieșu Aurit, Odoreu, Păulești, Pomi, Valea Vinului și Vetiș; și pe cel al municipiului Satu Mare din județul omonim.

## Înființare
Situl Someșul Inferior a fost declarat sit de importanță comunitară (ROSCI0436) în ianuarie 2016 pentru a proteja 11 specii de animale.

## Biodiversitate
Situată în ecoregiunea continentală, aria protejată conține 1 habitat natural: Păduri mixte riverane de Quercus robur, Ulmus laevis și Ulmus minor, Fraxinus excelsior sau Fraxinus angustifolia, de-a lungul marilor râuri (Ulmenion minoris).
La baza desemnării sitului se află mai multe specii protejate:
- amfibieni (3): buhai de baltă cu burtă roșie (Bombina bombina), izvoraș-cu-burta-galbenă (Bombina variegata), triton cu creastă (Triturus cristatus)
- mamifere (2): castor (Castor fiber), vidră de râu (Lutra lutra)
- pești (6): avat (Aspius aspius), zvârlugă (Cobitis taenia Complex), boarță (Rhodeus amarus), porcușor de nisip (Romanogobio kesslerii), porcușor de șes (Romanogobio vladykovi), pietrar (Zingel zingel)